# Лісув (Любуське воєводство)
Лісув (пол. Lisów, нім. Leißow) — село в Польщі, у гміні Слубіце Слубицького повіту Любуського воєводства.
Населення — 161 особа (2011).
У 1975-1998 роках село належало до Гожовського воєводства.

## Демографія
Демографічна структура станом на 31 березня 2011 року:
|          | Загалом | Допрацездатний вік | Працездатний вік | Постпрацездатний вік |
| -------- | ------- | ------------------ | ---------------- | -------------------- |
| Чоловіки | 83      | 18                 | 58               | 7                    |
| Жінки    | 78      | 17                 | 44               | 17                   |
| Разом    | 161     | 35                 | 102              | 24                   |